# Ámeda-Sion II
Ámeda-Sion II (c. 1487 — 26 de outubro de 1494), na escrita gueês ዓምደ ፡ ጽዮን ʿāmda ṣiyōn, na amárico āmde ṣiyōn, "Pilar de Sião", nascido Endreias, foi uma criança que foi elevada a Imperador da Etiópia (nəgusä nägäst) da Etiópia durante seis meses no ano de 1494. Era filho do imperador Alexandre (ou Constantino II), membro da dinastia salomónica da Etiópia, da segunda esposa do pai de Alexandre, o falecido imperador Baeda-Mariam.
Com cerca de 6 anos de idade, Ámeda-Sion tornou-se na vítima da luta pelo trono que se desencadeou quando o seu pais, Alexandre, morreu prematuramente. Sendo o preferido para suceder seu pai no trono pela facção da corte liderada pelo poderoso bitwoded Ámeda Micael, contra a facção que pretendia que o sucessor fosse o seu tio Naode, que entretanto fora libertado da prisão onde o seu meio-irmão Alexandre o colocara, foi proclamado imperador e reinou durante cerca de seis meses. Findo esse tempo foi assassinado, sendo o trono finalmente entregue a Naode.